# Alexander Killorn
Alexander Killorn (né le 14 septembre 1989 à Halifax, province de la Nouvelle-Écosse au Canada) est un joueur professionnel canadien de hockey sur glace. Il évolue au poste d'attaquant.

## Biographie
Bien que né à Halifax, Killorn a grandi a Beaconsfield, sur l'île de Montréal. Killorn évolue à la Deerfield Academy lorsqu'il est choisi au troisième tour, en soixante-dix-septième position lors du Repêchage d'entrée dans la LNH 2007 par le Lightning de Tampa Bay. De 2008 à 2012, il poursuit un cursus universitaire à l'université Harvard. Il évolue avec le Crimson d'Harvard dans le championnat NCAA. Il est diplômé en sciences politiques. Il passe professionnel avec les Admirals de Norfolk de la Ligue américaine de hockey en 2012. Les Admirals décrochent la coupe Calder 2012. Le 10 février 2013, il joue son premier match avec le Lightning dans la Ligue nationale de hockey chez les Rangers de New York et inscrit sa première assistance. Il marque son premier but le 16 février 2013 chez les Panthers de la Floride.
Il remporte la coupe Stanley en 2020 et en 2021 avec Tampa Bay.

## Statistiques

### En club
| Saison     | Équipe                 | Ligue      |     | Saison régulière | Saison régulière | Saison régulière | Saison régulière | Saison régulière |    | Séries éliminatoires | Séries éliminatoires | Séries éliminatoires | Séries éliminatoires | Séries éliminatoires |
| Saison     | Équipe                 | Ligue      | PJ  | B                | A                | Pts              | Pun              | PJ               | B  | A                    | Pts                  | Pun                  |                      |                      |
| 2005-2006  | Lions du Lac St-Louis  | Midget AAA | 43  | 18               | 34               | 52               | 94               | 10               | 9  | 6                    | 15                   | 8                    |                      |                      |
| 2006-2007  | Deerfield Academy      | USHS       | 25  | 18               | 14               | 32               |                  | -                | -  | -                    | -                    | -                    |                      |                      |
| 2007-2008  | Deerfield Academy      | USHS       | 24  | 28               | 27               | 55               |                  | -                | -  | -                    | -                    | -                    |                      |                      |
| 2008-2009  | Crimson d'Harvard      | ECAC       | 30  | 6                | 8                | 14               | 46               | -                | -  | -                    | -                    | -                    |                      |                      |
| 2009-2010  | Crimson d'Harvard      | ECAC       | 32  | 9                | 11               | 20               | 26               | -                | -  | -                    | -                    | -                    |                      |                      |
| 2010-2011  | Crimson d'Harvard      | ECAC       | 34  | 15               | 14               | 29               | 36               | -                | -  | -                    | -                    | -                    |                      |                      |
| 2011-2012  | Crimson d'Harvard      | ECAC       | 34  | 23               | 23               | 46               | 47               | -                | -  | -                    | -                    | -                    |                      |                      |
| 2011-2012  | Admirals de Norfolk    | LAH        | 10  | 2                | 4                | 6                | 2                | 17               | 3  | 9                    | 12                   | 8                    |                      |                      |
| 2012-2013  | Crunch de Syracuse     | LAH        | 44  | 16               | 22               | 38               | 32               | -                | -  | -                    | -                    | -                    |                      |                      |
| 2012-2013  | Lightning de Tampa Bay | LNH        | 38  | 7                | 12               | 19               | 14               | -                | -  | -                    | -                    | -                    |                      |                      |
| 2013-2014  | Lightning de Tampa Bay | LNH        | 82  | 17               | 24               | 41               | 63               | 4                | 1  | 1                    | 2                    | 4                    |                      |                      |
| 2014-2015  | Lightning de Tampa Bay | LNH        | 71  | 15               | 23               | 38               | 36               | 26               | 9  | 9                    | 18                   | 12                   |                      |                      |
| 2015-2016  | Lightning de Tampa Bay | LNH        | 81  | 14               | 26               | 40               | 44               | 17               | 5  | 8                    | 13                   | 42                   |                      |                      |
| 2016-2017  | Lightning de Tampa Bay | LNH        | 81  | 19               | 17               | 36               | 66               | -                | -  | -                    | -                    | -                    |                      |                      |
| 2017-2018  | Lightning de Tampa Bay | LNH        | 82  | 15               | 32               | 47               | 45               | 17               | 5  | 2                    | 7                    | 12                   |                      |                      |
| 2018-2019  | Lightning de Tampa Bay | LNH        | 82  | 18               | 22               | 40               | 45               | 4                | 1  | 0                    | 1                    | 6                    |                      |                      |
| 2019-2020  | Lightning de Tampa Bay | LNH        | 68  | 26               | 23               | 49               | 20               | 24               | 5  | 5                    | 10                   | 27                   |                      |                      |
| 2020-2021  | Lightning de Tampa Bay | LNH        | 56  | 15               | 18               | 33               | 37               | 19               | 8  | 9                    | 17                   | 6                    |                      |                      |
| 2021-2022  | Lightning de Tampa Bay | LNH        | 82  | 25               | 34               | 59               | 66               | 23               | 0  | 4                    | 4                    | 12                   |                      |                      |
| 2022-2023  | Lightning de Tampa Bay | LNH        | 82  | 27               | 37               | 64               | 45               | 6                | 3  | 2                    | 5                    | 0                    |                      |                      |
| Totaux LNH | Totaux LNH             | Totaux LNH | 805 | 198              | 268              | 466              | 481              | 140              | 37 | 40                   | 77                   | 121                  |                      |                      |

### En équipe nationale
Il représente le Canada au niveau international.
| Année | Compétition          |    | PJ | B | A | Pts | Pun               |  | Résultat |
| 2017  | Championnat du monde | 10 | 0  | 0 | 0 | 8   | Médaille d'argent |  |          |

## Trophées et honneurs personnels

### NCAA
- 2011-2012 : nommé dans la première équipe d'étoiles de l'association de l'Est.

### ECAC
- 2011-2012 : nommé dans la première équipe d'étoiles.

### Ligue américaine de hockey (LAH)
- 2011-2012 : vainqueur de la coupe Calder avec les Admirals de Norfolk

### Ligue nationale de hockey (LNH)
- 2019-2020 : vainqueur de la coupe Stanley avec le Lightning de Tampa Bay (1)
- 2020-2021 : vainqueur de la coupe Stanley avec le Lightning de Tampa Bay (2)